# Maledetta estate
Maledetta estate è un singolo del cantautore italiano Fabrizio Moro, pubblicato il 10 maggio 2024.

## Descrizione
Il brano è stato scritto dallo stesso cantautore, il quale ha anche curato la produzione con Piervincenzo Cortese, in arte Pier Cortese. In un'intervista a All Music Italia, l'artista ha raccontato il significato del brano:

## Video musicale
Il video musicale, diretto da Fabrizio Cestari e girato nel maggio 2024 sulla spiaggia di Focene, è stato pubblicato il 20 maggio 2024 attraverso il canale YouTube del cantautore e ha avuto come protagonisti il cantante stesso e diversi attori: Antoinette Aaron, Graciela Silvina Caronte, Daphne Ricci, Giuseppe Buttafuoco, Valerio Cacchione, Alessandro Paniccia, Simone Arru, Marco Bozzarini, Vincenzo Zanchiello, Seungmin Lee, Giuliano Bonelli e Yaregal Gardolini.

## Tracce
Testi di Fabrizio Mobrici, musiche di Fabrizio Mobrici e Roberto Maccaroni.
1. Maledetta estate – 3:20